# В-7
В-7 — опытный прототип вертолёта с реактивным приводом несущего винта  разработки ОКБ Миля. Проект получил поддержку ГВФ и военных, в военном варианте предусматривалось его оснащение навесной системой вооружения.

## Описание
Конструкция вертолёта состояла из цельнометаллического каплевидного фюзеляжа полумонококовой клепаной конструкции. В верхней части силовых шпангоутов монтировалась на болтах литая плита. К фланцу плиты крепился редуктор, состоявший из вала несущего винта (на его оси смонтировали втулку несущего винта с лопастями и автомат перекоса) и приводов агрегатов. К переднему торцу плиты присоединялся кронштейн с качалками управления и гидроусилителями. По бокам фюзеляжа находилось три двери.
В кабине кроме пилота могли разместиться три пассажира или одни носилки с больным и сопровождающий его врач. Под полом находился топливный бак. Помпа подавала горючее в топливный регулятор, затем в коллектор вала несущего винта и оттуда центробежная сила гнала керосин к ТРД на концах двухлопастного несущего винта.
Лопасти прямоугольной формы имели стальной лонжерон с деревянным каркасом и фанерной обшивкой. Они крепились к втулке посредством осевых и общего горизонтального шарниров. В носке лопастей были проложены две трубки топливопитания. Электропроводка проходила внутри лонжерона. Вверху на конце вала несущего винта монтировался токосъёмник приборов силовой установки.

## Тактико-технические характеристики
Технические характеристики
- Экипаж: 1
- Пассажировместимость: 3
- Длина: 6,23 м
- Диаметр несущего винта: 11,60 м
- Высота: 2,91 м
- Масса пустого: 730 кг
- Нормальная взлётная масса: 835 кг
- Максимальная взлётная масса: 1050 кг
- Силовая установка: 2 × ТРД АИ-7

Лётные характеристики
- Максимальная скорость: 240 км/ч
- Крейсерская скорость: 210 км/ч
- Практическая дальность: 510 км
- Перегоночная дальность: 1000 км
- Практический потолок: 4500 м